# Vizjaj (Vilva)
De Vizjaj (Russisch: Вижай) is een rivier in de kraj Perm en vormt een zijrivier van de Vilva. De rivier ontspringt op de westelijke hellingen van de Centrale Oeral. De naam komt uit het Komi-Permjaaks; vezja betekent "heilige" en aj betekent "vader".
De Vizjaj ontspringt op de westelijke hellingen van de Centrale Oeral in het oosten van de kraj ten westen van de vallei van de Kojva en stroomt in de Vilva op 28 van haar monding in de Oesva. De lengte bedraagt 125 kilometer. De rivier bevindt zich op een gemiddelde hoogte van 375 meter en kent een gemiddeld verhang van 2,2 meter per kilometer. In de bovenloop bevinden zich veel stroomversnellingen en in de zomer meandert de rivier sterk. De rivier blijft na de winter onder het ijs tot april, mei.
De belangrijkste zijrivieren worden gevormd door de Kosaja en de Skalnaja aan de linkerzijde en de Pasjiejka en de Rassolnaja aan de rechterzijde.